# Tweede Kamerverkiezingen 1989/Kandidatenlijst/Groen Links
Dit is de kandidatenlijst voor de Tweede Kamerverkiezingen 1989 van Groen Links. De lijst bestond uit leden van de Communistische Partij van Nederland, de Pacifistisch Socialistische Partij, de Politieke Partij Radikalen en de Evangelische Volkspartij en onafhankelijke kandidaten, die gezamenlijk onder de naam Groen Links de verkiezingen in gingen.

## Achtergrond
De lijst was gelijkmatig verdeeld tussen leden van de PSP, PPR en CPN en onafhankelijke kandidaten, met slechts twee plekken voor de EVP (de 11e en 21e). De PPR-kandidaten waren onder anderen de lijsttrekker uit 1986 (Ria Beckers) en zittend Tweede Kamerlid Peter Lankhorst. De PSP-kandidaten waren onder anderen de lijsttrekker uit 1986 (Andrée van Es) en Wilbert Willems die tussen 1982 en 1986 Kamerlid was geweest. Onder CPN-kandidaten was Ina Brouwer, die in 1986 onsuccesvol lijsttrekker was geweest en oud-Kamerlid Marius Ernsting.
Onder de onafhankelijke kandidaten waren lijstduwers uit de culturele sfeer (choreograaf Rudi van Dantzig en schrijfster Astrid Roemer), maar ook figuren uit de vakbond (Paul Rosenmöller), de anti-racismebeweging (Ellin Robles), de milieubeweging (Marijke Vos) en de studentenbeweging (Maarten van Poelgeest).
De volgorde van de lijst, met name van de verkiesbare geachte plekken was een van de meest besproken zaken tijdens de gesprekken tussen de partijen.
Achter de kandidaten staat de partij waarvan zij lid waren, voor zover bekend. Als bekend is dat zij niet lid waren van een van de vier partijen staat er "onafhankelijke".
Beckers, Van Es, Brouwer, Rosenmöller, Lankhorst en Willems werden verkozen. Toen Beckers uit de politiek vertrok werd zij opgevolgd door mede-oud-PPR-lid Bram van Ojik en toen Van Es de politiek vertrok werd zij opgevolgd door mede-oud-PSP-lid Leoni Sipkes.
Een aantal kandidaten groeiden door binnen Groen Links: Leo Platvoet en Marijke Vos waren de eerste en de tweede voorzitter van de later opgerichte fusiepartij. Vervolgens werden zij in 1999 en 1994 respectievelijk Eerste en Tweede Kamerlid. Wim de Boer werd in 1991 Eerste Kamerlid voor Groen Links; Bob van Schijndel in 1999. Tara Singh Varma werd in 1994 Tweede Kamerlid voor GroenLinks. Maarten van Poelgeest werd in 2006 wethouder in Amsterdam.

## De lijst
- vet: verkozen
- schuin: voorkeurdrempel overschreden

1. Ria Beckers-de Bruijn (PPR) - 191.683 stemmen
2. Andrée van Es (PSP) - 73.750
3. Ina Brouwer (CPN) - 30.746
4. Paul Rosenmöller (onafhankelijke) - 21.820
5. Peter Lankhorst (PPR) - 4.907
6. Wilbert Willems (PSP) - 1.766
7. Bram van Ojik[2] (PPR) - 633
8. Marius Ernsting (CPN) - 1.010
9. Ellin Robles (onafhankelijke) - 8.851
10. Leoni Sipkes-van Zijl[2] (PSP) - 1.073
11. Cor Ofman (EVP) - 7.656
12. Wim de Boer (PPR) - 542
13. Tara Oedayraj Singh Varma (CPN) - 2.642
14. Maarten van Poelgeest (onafhankelijke) - 4.259
15. Marion van Leeuwen (PPR)[3] - 794
16. Bob van Schijndel (PSP) - 1.797
17. Geert Lameris (CPN)[4] - 1.279
18. Astrid Roemer (onafhankelijke) - 1.953
19. Leo Platvoet (PSP) - 477
20. Tineke van den Klinkenberg (CPN)[5] - 289
21. Anneke de Jong (EVP) - 406
22. Miny Wolterink-ten Den (PPR)[6] - 148
23. Marijke Vos (onafhankelijke) - 412
24. Jan Berghuis (CPN)[7] - 190
25. Hein Albeda (PPR)[8] - 138
26. Annelies Schutte (PSP) - 233
27. Rudi van Dantzig (onafhankelijke) - 969
28. Janneke van der Plaat-Luppes (PPR) - 276
29. Henk Branderhorst (PSP)[1] - 210
30. Jeannette van Beuzekom (CPN)[9] - 1.395

CDA · PvdA · VVD · D66 · SGP · Groen Links · GPV · RPF · VCN · SP · Humanistische Partij · Milieu Defensie Partij 2000+ · PDS · Realisten Nederland · AWP · Bejaarden Centraal · Vrouwenpartij · Socialistische Minderheden Partij · Centrumdemocraten · De Groenen · PPvO · VMP · SAP · Grote Alliance Partij · Staatkundige Federatie
1971 · 1972 · 1977 · 1981 · 1982 · 1986 · 1989
1959 · 1963 · 1967 · 1971 · 1972 · 1977 · 1981 · 1982 · 1986 · 1989
1918 · 1922 · 1925 · 1929 · 1933 · 1937 · 1946 · 1948 · 1952 · 1956 · 1959 · 1963 · 1967 · 1971 · 1972 · 1977 · 1981 · 1982 · 1986 · 1989
1981 · 1982 · 1986 · 1989